# Архитектурный иллюстратор

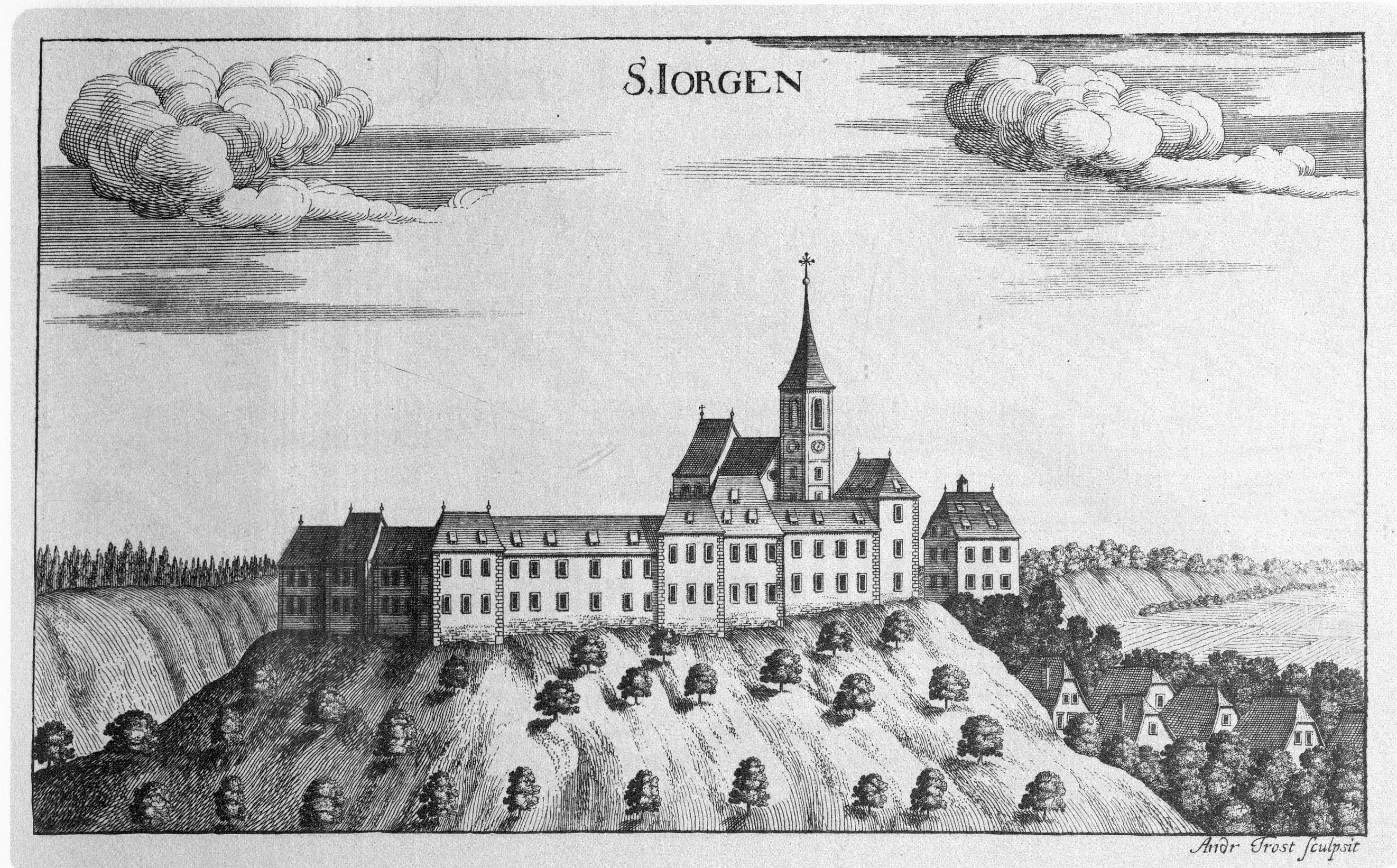
Гравюра Трост, Андреас и Вишер, Георг Маттеус, Санкт-Георген-ан-дер-Штифинг, 1678 год

Архитектурный иллюстратор — художник, иллюстратор, создающий образ, который точно отображает детали архитектурного проекта, часто по заказу профессиональных дизайнеров. Такие изображения используются для обмена дизайнерскими идеями между собой, иллюстрирования своего проекта клиентам, комитетам и широкой общественности.

## Описание профессии
Архитектурных иллюстраторов нанимают для создания наглядного изображения сложных концепций или объектов в графической форме. Посредством художественных работ иллюстратор преобразует маленькие детали в целостный визуальный образ. Работы в этой сфере основываются, в основном, на плане, дизайне и конструкции многочисленных структур. Иллюстрации чаще создаются в двумерном формате и могут включать в себя как изображения, так и анимации. Техническое мастерство и точное использование перспективы часто являются характерными чертами архитектурных иллюстраций, хотя в рамках этих ограничений некоторые художники, такие как Вильям Валькот, были известны более плавным импрессионистическим стилем.
Архитектурные иллюстрации и макеты часто используются во время презентаций, проводимых для клиентов, мероприятий по сбору средств, на торговых площадках и встреч, касающихся утверждения проектов.

## Программное обеспечение
Компьютерное программное обеспечение, такое как SketchUp, и другие программы, выпускаемые различными производителями, могут использоваться архитектурными иллюстраторами при создании визуализаций.

## Ассоциации архитектурных иллюстраторов
- The American Society of Architectural Illustrators (ASAI) (с англ. — «Американское сообщество архитектурных иллюстраторов»)
- New York Society of Renderers (с англ. — «Нью-Йоркское сообщество визуализаторов»)
- The Society of Architectural Illustration (SAI) (с англ. — «Сообщество архитектурных иллюстраторов»)